# Битва при Дрё
Битва при Дрё — сражение между французскими католиками и гугенотами, которое произошло 19 декабря 1562 года. Стало первым крупным сражением в ходе религиозных войн во Франции и крупнейшим столкновением во время Первой гугенотской войны. Победили католики, но оба командующих армиями попали в плен к противнику.

## Перед битвой
Армия гугенотов во главе с Луи де Бурбоном, принцем де Конде в декабре 1562 года двигалась на север, в Нормандию, чтобы соединиться с англичанами, занимавшими Гавр. У города Дрё путь ей преградили королевские войска, которыми командовали члены католического триумвирата — коннетабль Анн де Монморанси, герцог Франсуа де Гиз и маршал де Сент-Андре.
Гугеноты, уступая противнику в общей численности, существенно превосходили его в кавалерии. Поле боя представляло собой обширную открытую местность, удобную для конных атак, и это заставило командование католиков укрепить оборонительные позиции между деревнями Бленвиль и Эпине. Гугеноты выставили в первую линию всю свою конницу, включавшую французских жандармов и немецких рейтаров, а во вторую линию — пехоту (французов и немецких ландскнехтов). В оборонительном порядке католиков важное место занимала швейцарская пехота, насчитывавшая 6600 бойцов.
Выстроенные для боя войска около двух часов стояли неподвижно и смотрели друг на друга: это было первое большое сражение религиозных войн, и у каждого были друзья и родственники на другой стороне.

## Сражение
В начале битвы жандармы гугенотов при поддержке рейтаров энергично атаковали левый фланг королевских войск и опрокинули его. Коннетабль, формально возглавлявший католическую армию, оказался в плену. Считая сражение выигранным, часть кавалерии протестантов отправилась грабить обоз. Однако швейцарцы ценой огромных потерь отбили атаки гугенотской конницы и заставили отступить ландскнехтов. Гиз и Сент-Андре бросили в бой свежие кавалерийские соединения с правого фланга. Слабая гугенотская пехота была разбита, конница, истощённая несколькими часами боя, отступила. На этом этапе принц Конде попал в плен.
Поле боя осталось в основном за католиками, но у Бленвиля рейтары перегруппировались и снова атаковали врага. Королевские жандармы выступили им навстречу, но были разбиты, а Сент-Андре погиб. Пехота Гиза (остатки швейцарцев, испанцы и гасконцы) остановили гугенотов огнём из аркебуз. Герцог собрал разрозненную кавалерию и приготовился атаковать в третий раз. Гаспар де Колиньи, предвидя возможный разгром и потерю оставшейся армии, приказал отступать.

## Последствия
Обе стороны понесли тяжёлые потери. Так, католики потеряли убитыми 800 кавалеристов, в основном дворян, что стало серьёзным ударом по политической элите королевства. Поэтому армия Гиза не смогла воспользоваться своей победой. Только спустя семь недель она начала попытки овладеть Орлеаном, являвшимся неофициальной столицей гугенотов и за это время хорошо укреплённым. В итоге гугеноты, даже проиграв единственное большое сражение, отстояли в Первой религиозной войне свои права.
При Дрё хорошо показали себя швейцарская пехота, рейтары и тяжёлая конница, что предопределило активное использование таких соединений в течение всех гугенотских войн. Ландскнехты же зарекомендовали себя с плохой стороны.